# 愛德華·巴茨·路易斯
愛德華·路易斯（英語：Edward B. Lewis，1918年5月20日—2004年7月21日），美国遗传学家。1995年与艾瑞克·威斯喬斯和克里斯汀·紐斯林-沃爾哈德共享诺贝尔生理医学奖。